# Starship Troopers (rollspel)
Starship Troopers: The Roleplaying Game är ett engelskt rollspel skrivet av August Hahn och utgivet 2005 av Mongoose Publishing.
Spelet bygger på Robert A. Heinleins book Starship Troopers (1959), de två filmerna Starship Troopers (1997) och Starship Troopers 2, samt den tecknade serien Roughnecks: Starship Troopers Chronicles. Rollspelet försöker slå ihop alla tre medierna så gott det går även om det är omöjligt att få det helt strömlinjeformat.
Två stycken utgåvor av spelet har publicerats: en hårdinbunden bok, utgiven 2005; och en pocketversion i mjukpärm (Pocket Edition), utgiven 2006.